# Full Circle
Full Circle је други музички албум групе Дорси који је снимљен без Џимија Морисона. На албуму се налазио и хит сингл The Mosquito. Место главног певача су од Морисона преузели гитариста Роби Кригер и клавијатуриста Реј Манзарек.

## Списак песама
1. (Кригер, Манзарек) – 2:25
2. (Кригер) – 3:18
3. (Кригер, Манзарек) – 5:40
4. (Кригер) – 3:38
5. (Браун) – 4:22
6. (Денсмор, Кригер, Мантарек) – 5:16
7. (Конрад, Денсмор) – 5:50
8. (Кригер) – 3:11
9. (Манзарек) – 6:25